# Liu Fangren
Liu Fangren (chinesisch 刘方仁; * Januar 1936 in Wugong, Provinz Shaanxi) ist ein chinesischer Politiker der Kommunistischen Partei Chinas (KPCh), der unter anderem zwischen 1993 und 1994 Vorsitzender des Provinzkomitees der Politischen Konsultativkonferenz des chinesischen Volkes der Provinz Jiangxi, von 1993 bis 2001 Sekretär des Provinzkomitees der KPCh der Provinz Guizhou sowie zwischen 1998 und 2002 Vorsitzender des Ständigen Ausschusses des Volkskongresses dieser Provinz war.

## Leben
Liu Fangren, Angehöriger des Han-Volkes, war zwischen 1951 und 1958 als Angehöriger der Hauptverwaltung Logistik der Volksbefreiungsarmee Quartiermeister des Produktionswerkes der Fabrik Nr. 3513 und wurde 1954 Mitglied der KPCh. Nachdem er von 1958 und 1962 ein Studium an der Abteilung Silikattechnologie der Shenyang-Hochschule für Baustofftechnik absolviert hatte, arbeitete er zwischen 1962 und 1977 als Techniker beim Quartiermeister für Produktionswerke in der Hauptverwaltung Logistik sowie zwischen 1977 und 1983 nacheinander als stellvertretender Chefingenieur, stellvertretender Werkstattleiter und zuletzt als stellvertretender Fabrikdirektor für das für die Überwachung der Produktion von Panzerausrüstung und Artillerie zuständigen Fünften Ministerium für Maschinenbau, aus dem 1982 das Ministerium für Rüstungsindustrie hervorging.
Nachdem Liu von 1983 bis 1984 stellvertretender Sekretär des Parteikomitees der KPCh von Jiujiang war, fungierte er von 1984 bis 1985 als Parteisekretär dieser bezirksfreien Stadt. Daraufhin war er zwischen 1985 und 1993 stellvertretender Sekretär des Provinzkomitees der KPCh der Provinz Jiangxi und damit Stellvertreter der damaligen Parteisekretäre dieser Provinz, Wan Shaofen (1985 bis 1988) beziehungsweise Mao Zhiyong (1988 bis 1993). Auf dem XIII. Parteitag der Kommunistischen Partei Chinas im November 1987 wurde Kandidat des Zentralkomitees (ZK der KPCh) und behielt diese Funktion nach seiner Wiederwahl auf dem XIV. Parteitag im Oktober 1992 bis September 1997. Als Nachfolger von Wu Ping übernahm er im Februar 1993 den Posten als Vorsitzender des Provinzkomitees der Politischen Konsultativkonferenz des chinesischen Volkes der Provinz Jiangxi und bekleidete diesen bis Februar 1994, woraufhin Zhu Zhihong ihn ablöste.
Im Juli 1993 übernahm Liu Fangren zudem von Liu Zhengwei die Funktion als Sekretär des Provinzkomitees der KPCh der Provinz Guizhou und behielt diese bis zu seiner Ablösung durch Qian Yunlu im Januar 2001. Daneben war er von 1993 bis 2001 auch Erster Sekretär des Parteikomitees des Militärdistrikts Guizhou, der zur Militärregion Chengdu der Volksbefreiungsarmee gehört. Er war ferner in der achten und neunten Legislaturperiode zwischen 1993 und 2003 Deputierter des Nationalen Volkskongresses. Auf dem XV. Parteitag im September 1997 wurde er außerdem Mitglied des ZK der KPCh und gehörte diesem Führungsgremium bis November 2002 an. Im Januar 1998 übernahm er außerdem von Wang Chaowen das Amt als Vorsitzender des Ständigen Ausschusses des Volkskongresses der Provinz Guizhou und bekleidete diese bis zu seiner Ablösung durch Qian Yunlu im Januar 2003. In der neunten Legislaturperiode des Nationalen Volkskongresses war er außerdem zwischen 1998 und 2003 Vizevorsitzender des Ausschusses für Landwirtschaft und ländliche Angelegenheiten. Anschließend wurde er wegen des Verdachts der Bestechung verhaftet und 2004 vom Mittleren Volksgericht Nr. 2 in Peking zu lebenslanger Haft verurteilt.

## Weblink
- Liu Fangren (chinavitae.com) (Memento vom 29. Juli 2016 im Internet Archive)